# D. Gutierre Peláez (de) Alderete
D. Gutierre Peláez (de) Alderete (c.1030 -?) foi um nobre medieval do Reino de Leão e progenitor da Casa de Silva. O conde D. Pedro no seu Livro de Linhagens inicia a sucessão de la Casa de Silva em D. Gutierre. Foi senhor do castelo de Alderete e senhor da Torre e Quinta da Silva. Segundo Juan Baptista Lavaña, D. Gutierre acompanhou D. Fernando I «el Magno», rei de Leão e Castela (c.1016 - 1065), na conquista de Coimbra em 1064. Ademais Salaçar de Mendoza coloca D. Gutierre entre os Ricos-Homens do rei D. Alfonso VI «el Bravo», rei de Leão (c.1040 - 1109), chamando o “Gutierre Aldret”.

## Brasão
Escudo de prata, com leão de púrpura, armado e línguado de azul, timbre com leão semelhante ao do escudo. Os Silvas das duas grandes casas da Espanha, a de Cifuentes e a de Pastrana, usam um Leão coroado de ouro como referência à ancestralidade real.
Anselmo Braamcamp Freire afirma no seu livro Brasões da Sala de Sintra que o facto da Casa da Silva ter o mesmo brasão da casa real de Leão é mera coincidência. No entanto, isso é altamente duvidoso porque a função da figura no escudo era tudo menos vaidade. O brasão era o meio de reconhecer o adversário no campo de batalha e por isso era de vital importância portar um brasão familiar reconhecível. Portanto, é improvável que um senhor feudal pudesse “coincidentemente” usar o mesmo brasão que o seu rei no campo de batalha sem uma explicação legítima. A coincidência pode, evidentemente, ser virtualmente excluída neste caso.

## Relações familiares
Foi filho de D. Pelayo Peláez (? - 1092) e D. Muniadona «Mayor» González (? - ?). Foi irmão de D. Gonçalo Peláez, o conde rebelde, e da D. Maria Peláez. Não se sabe o nome da esposa ou esposas de D. Gutierre, mas sabemos que ele teve apenas um filho:
1. D. Pelaio Guterres da Silva (c.1050 -?), casado com D. Adosinda Ermígues (c.1035 - ?), bisneta do príncipe infante D. Lovesendo Ramirez (c.940 - 1020) e trineta do rei D. Ramiro II de Leão.